# Petrovo (okres Rožňava)
Petrovo je obec na Slovensku v okrese Rožňava. Nachází se v gemerské části Slovenského rudohoří. V obci žije 105 obyvatel.

## Dějiny
Osídlení byla začátkem 14. století. První písemná zmínka je z roku 1320, kdy patřila rodině Štítnickovců. Po vícenásobném zpustošení Turky se nastěhovali do obce Valaši. Od 18. století obyvatelé pracovali jako dřevorubci, tesaři, košíkáři, povozníci, zedníci a horníci.

## Kultura a zajímavosti

### Památky
- Evangelický kostel, jednoduchá jednolodní stavba se segmentovým ukončením presbytáře a věží z roku 1794. Stojí na místě starší modlitebny. Původní dřevěný strop byl zaklenut v roce 1800. V interiéru se nachází renesančně-barokní oltář z roku 1694 pocházející původně z kostela v Kokavě. Oltářní obraz s vyobrazením Krista na Olivové hoře je mladší. Klasicistní kazatelna pochází z poloviny 19. století. Součástí interiéru je i dřevěná protestantská empora na půdorysu L. Kostel má hladké fasády, okna jsou půlkruhově ukončená. Věž je ukončena barokní helmicí s laternou.

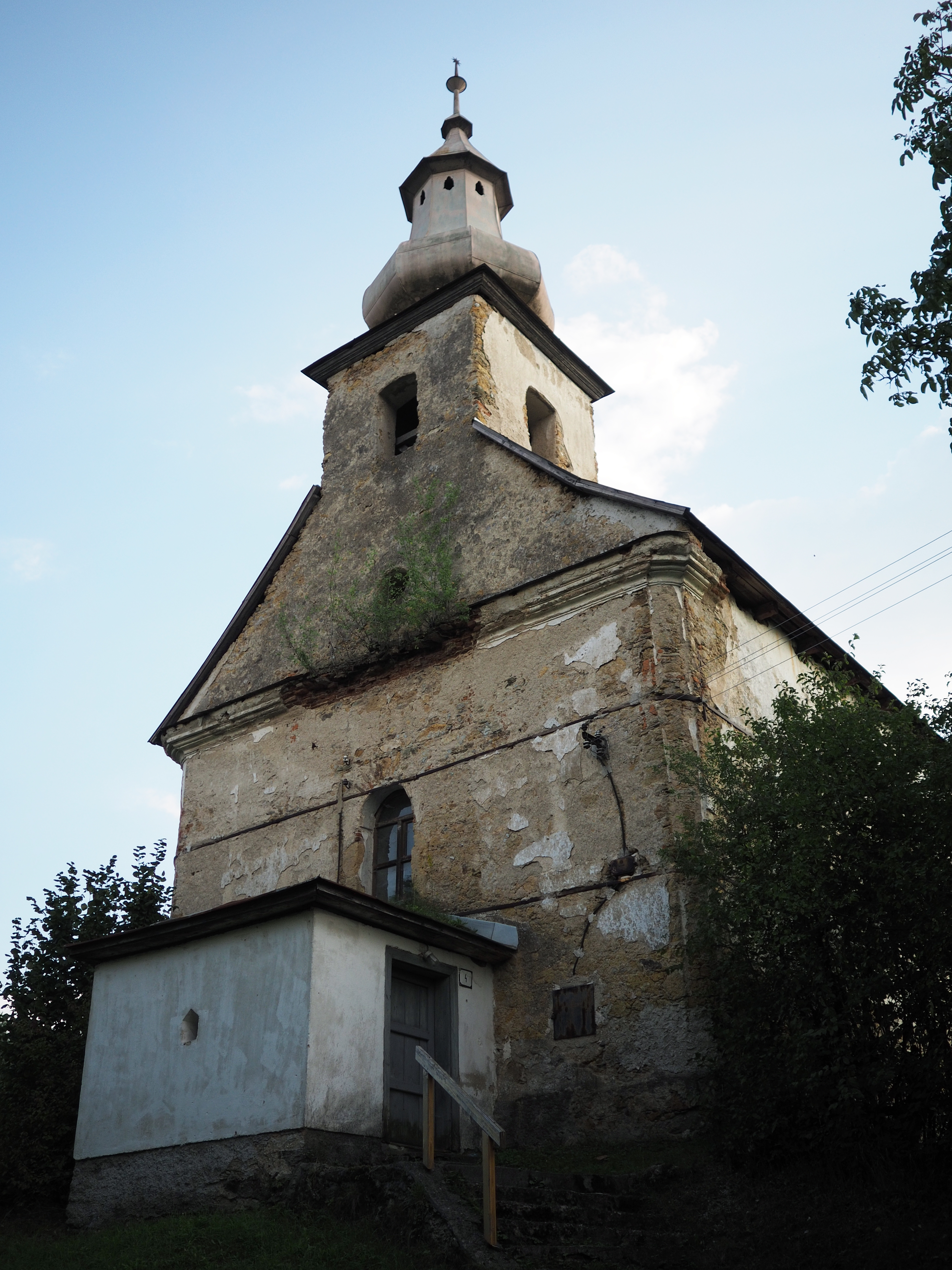
Evangelický kostel
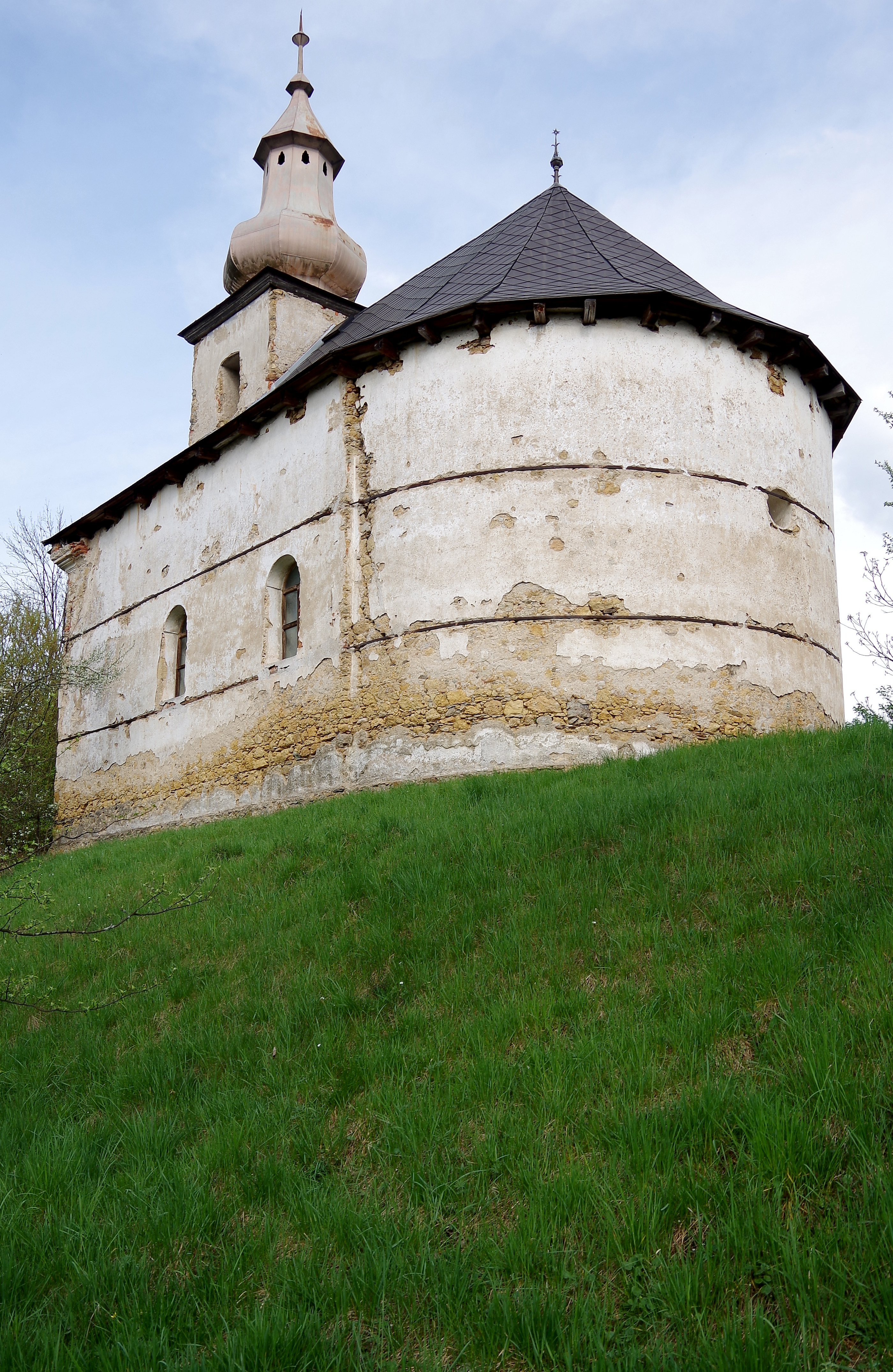
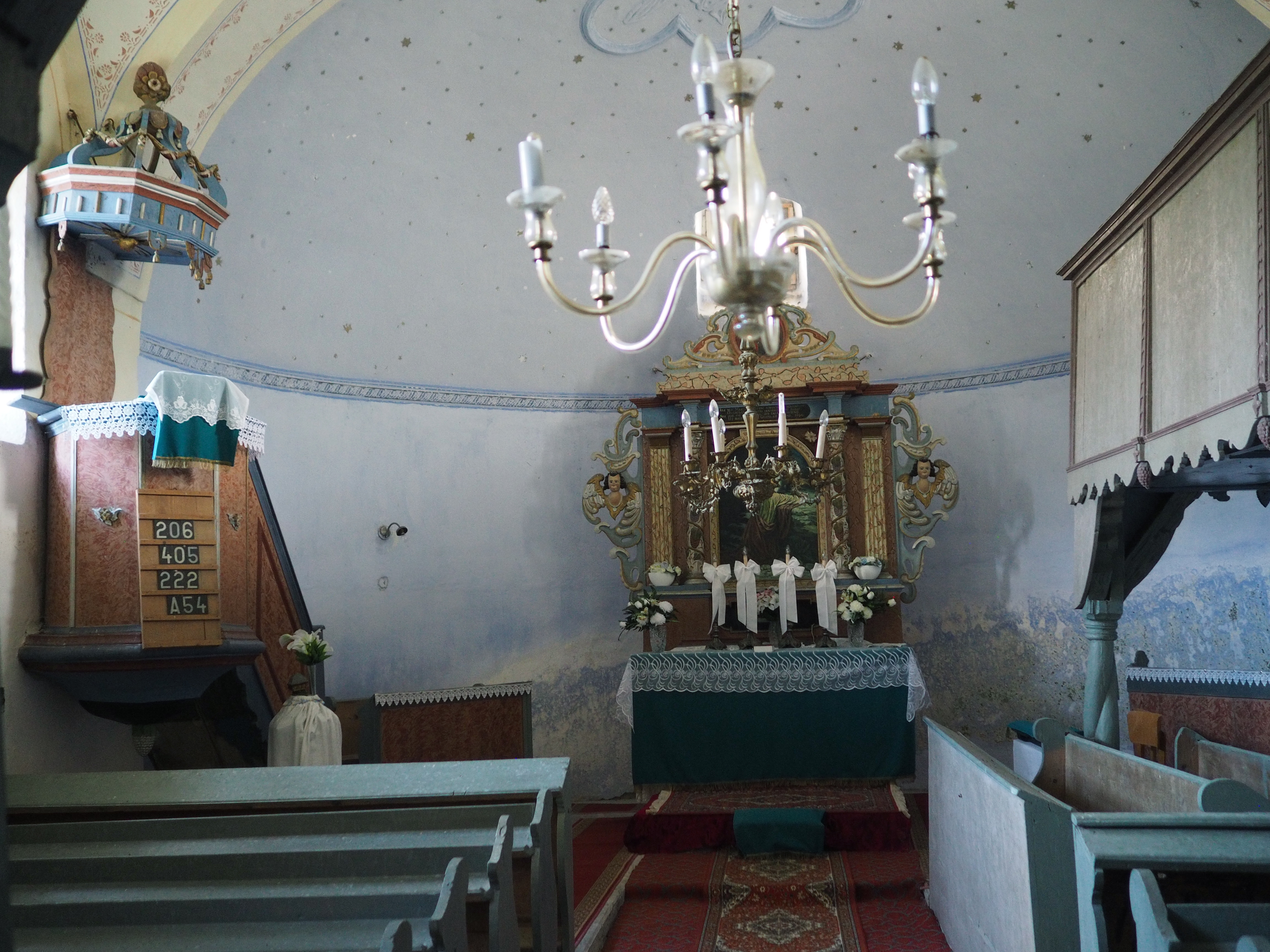
Interiér kostela
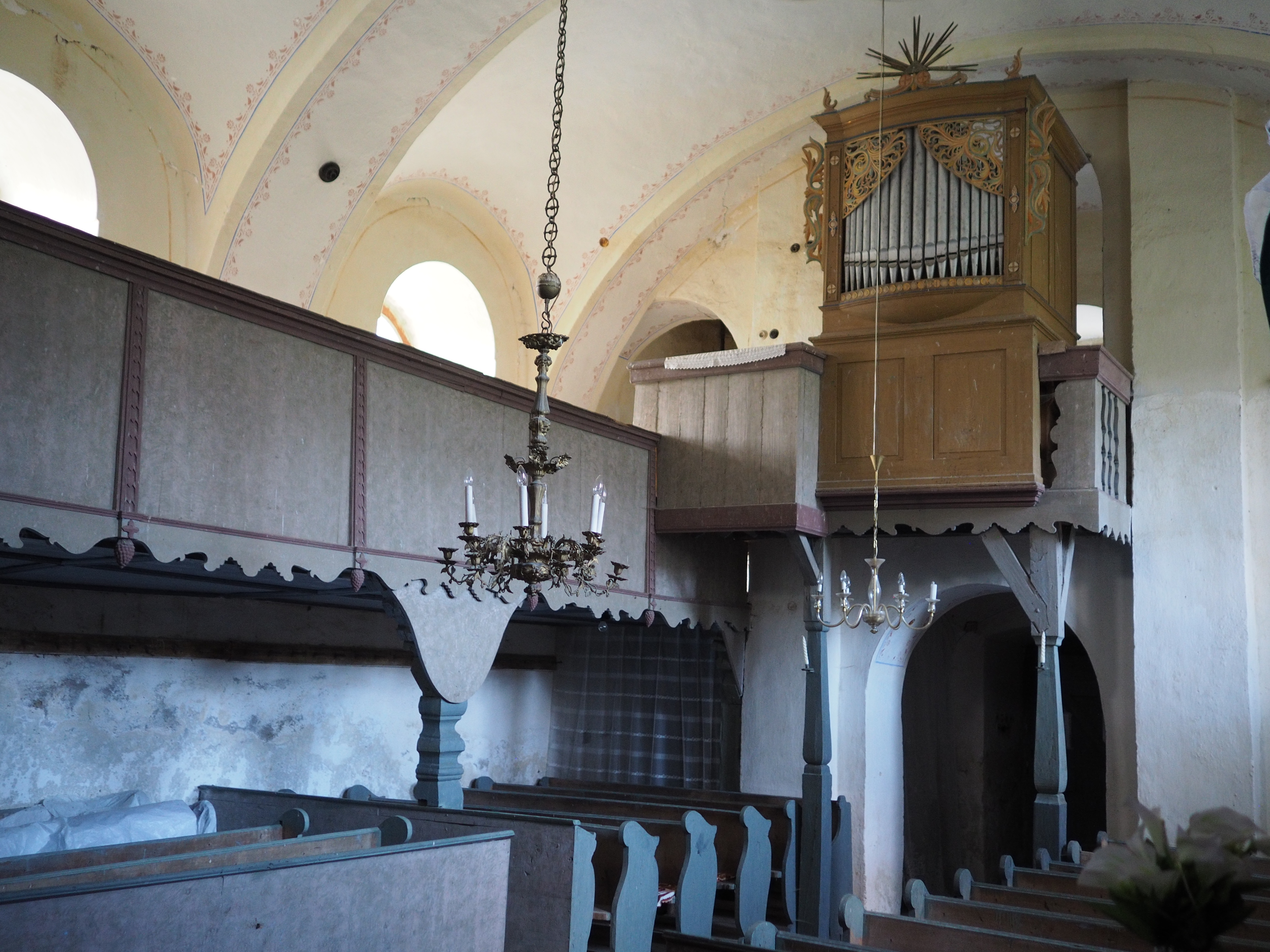
Empora s varhanami
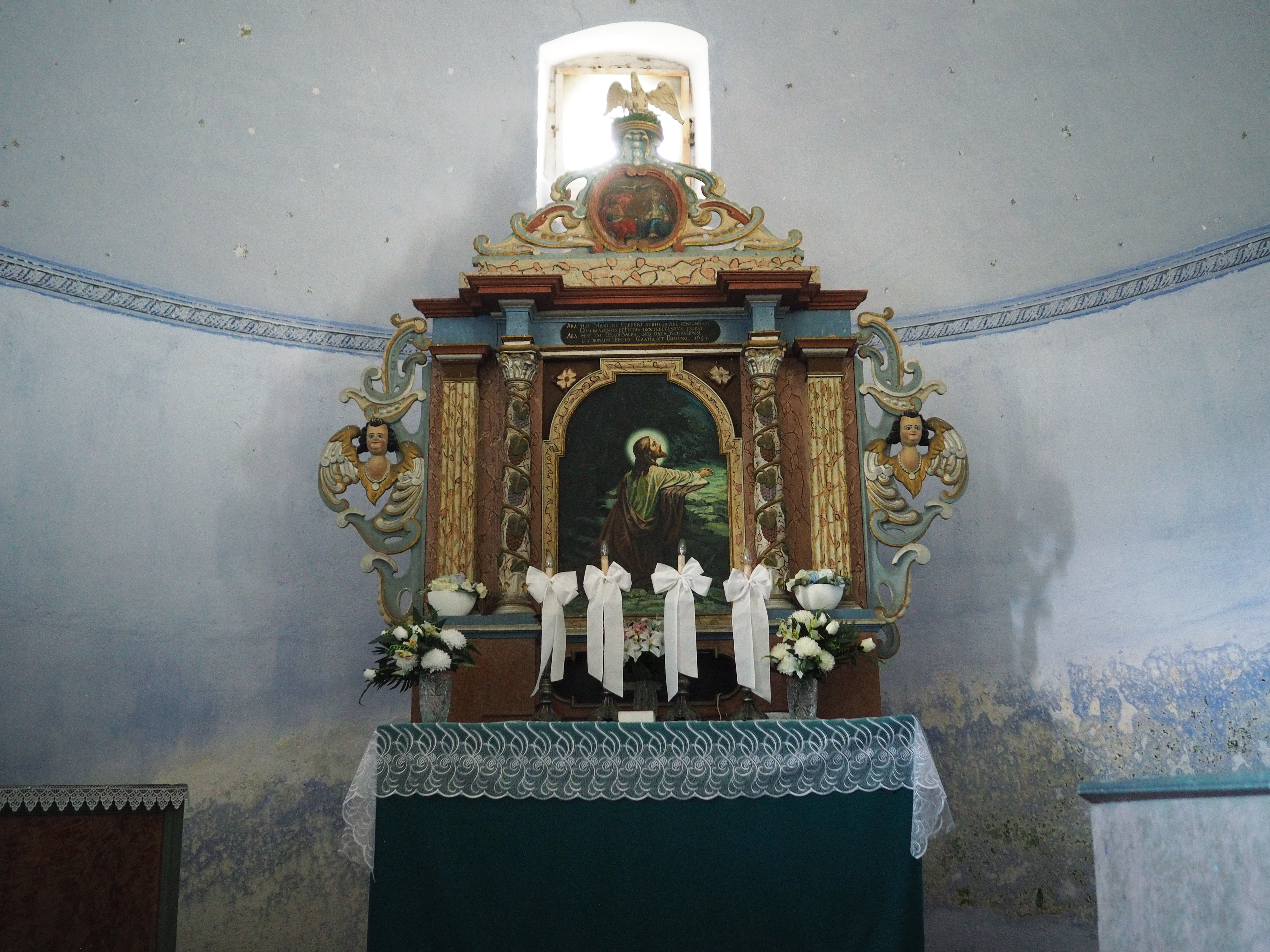
Renesančně-barokní oltář